# Agnès de Hohenlohe-Langenbourg
 (mai 2019).
Si vous disposez d'ouvrages ou d'articles de référence ou si vous connaissez des sites web de qualité traitant du thème abordé ici, merci de compléter l'article en donnant les références utiles à sa vérifiabilité et en les liant à la section « Notes et références ».
Pour les autres membres de la famille, voir Hohenlohe-Langenbourg.
La princesse Marie - Agnès Henriette de Hohenlohe-Langenbourg, en allemand Marie-Agnès, Henriette, Prinzessin zu Hohenlohe-Langenburg), 5 décembre 1804, Langenbourg, Principauté de Hohenlohe-Langenbourg - 9 septembre 1835, Haid, Royaume de Bohême, est membre de la Maison de Hohenlohe-Langenbourg et par son mariage avec Constantin de Löwenstein-Wertheim-Rosenberg, Agnès est également membre de la Maison de Loewenstein-Wertheim-Rosenberg.

## Famille
Agnès est le onzième enfant de Charles-Louis de Hohenlohe-Langenbourg et son épouse Amélie-Henriette de Solms-Baruth.
Elle épouse Constantin de Löwenstein-Wertheim-Rosenberg, aîné des enfants et seul fils de Charles-Thomas de Löwenstein-Wertheim-Rosenberg et son épouse la princesse Sophie de Windisch-Grätz, le 31 mai 1829, au château Wildeck (de) à Zschopau, Royaume de Saxe. Agnès et Constantin ont deux enfants:
- Adélaïde de Löwenstein-Wertheim-Rosenberg (3 avril 1831 - 16 décembre 1909). Mariée à Michel Ier de Portugal.
- Charles de Löwenstein-Wertheim-Rosenberg (21 mai 1834 - 8 novembre 1921). Marié à la princesse Sophie de Liechtenstein. Elle est la fille d'Alois II et de Franziska Kinsky von Wchinitz und Tettau.